# Hyllie IK
Hyllie IK är en fotbollsklubb från Hyllie, Malmö. Klubben grundade 19 maj 1930 som Vintrie IK, och hette så fram till 2008 då klubben bytte namn till Hyllie IK.

## Verksamhet
Hyllie spelar i grönsvart-randiga tröjor, något klubben delar med de lite mer kända lagen Varbergs BoIS, Högaborgs BK och Gais.
Hemmaplan är Hyllie IP